# Узбекистан на летних Паралимпийских играх 2016
Узбекистан на летних Паралимпийских играх 2016 участвовал 32-я спортсменами в пяти видах спорта. На играх было завоевано 31 медаль: 8 золотых медалей, 6 серебряных медалей и 17 бронзовых медалей.

## Состав сборной
Дзюдо
1. Шерзод Намозов
2. Уткиржон Нигматов
3. Фируз Саидов
4. Шариф Халилов
5. Шухрат Бобоев
6. Ширин Шарипов
7. Адилжан Тулендибаев
8. Севинч Салаева
9. Турсунпашша Нурметова
10. Гулрух Рахимова
11. Хайитжон Алимова

 Лёгкая атлетика
1. Мансур Абдирашидов
2. Хусниддин Норбеков
3. Фарух Мирзакулов
4. Миран Сахатов
5. Александр Свечников
6. Дониер Солиев
7. Мавлонбек Хайдаров
8. Фахриддин Хамраев
9. Дилафрузхон Ахматхонова
10. Сафия Бурханова
11. Нозимахон Каюмова

 Плавание
1. Фирдавсбек Мусабеков
2. Кирилл Панков
3. Музаффар Турсунхожаев
4. Дмитрий Хорлин
5. Фатимахон Амилова
6. Муслима Одилова
7. Шохсанам Ташпулатова

 Пауэрлифтинг
1. Ахрор Бозоров
2. Нуриддин Давлятов

 Стрельба
1. Сервер Ибрагимов

## Медалисты
| Золото  |                                                                                             |                                                              |             |
| №       | Спортсмены                                                                                  | Вид спорта (дисциплина)                                      | Дата        |
| 1       | Шерзод Намозов                                                                              | Дзюдо (до 60 кг, мужчины)                                    | 8 сентября  |
| 2       | Уткиржон Нигматов                                                                           | Дзюдо (до 66 кг, мужчины)                                    | 8 сентября  |
| 3       | Хуснитдин Норбеков                                                                          | Лёгкая атлетика (метание диска - F37, мужчины)               | 8 сентября  |
| 4       | Адилжан Тулендибаев                                                                         | Дзюдо (свыше 100 кг, мужчины)                                | 10 сентября |
| 5       | Фирдавсбек Мусабеков                                                                        | Плавание (брасс 100 м - SB13, мужчины)                       | 10 сентября |
| 6       | Фатимахон Амилова                                                                           | Плавание (брасс 100 м - SB13, женщины)                       | 10 сентября |
| 7       | Александр Свечников                                                                         | Лёгкая атлетика (метание копья - F12/13, мужчины)            | 14 сентября |
| 8       | Нозимахон Каюмова                                                                           | Лёгкая атлетика (метание копья - F12/13, женщины)            | 17 сентября |
| Серебро |                                                                                             |                                                              |             |
| №       | Спортсмены                                                                                  | Вид спорта (дисциплина)                                      | Дата        |
| 1       | Кирилл Паньков                                                                              | Плавание (баттерфляй 100 м - S13, мужчины)                   | 8 сентября  |
| 2       | Муслима Одилова                                                                             | Плавание (баттерфляй 100 м - S13, женщины)                   | 8 сентября  |
| 3       | Хайитжон Алимова                                                                            | Дзюдо (до 70 кг, женщины)                                    | 10 сентября |
| 4       | Фотимахон Амилова                                                                           | Плавание (комплекс, 100 м - SM13, женщины)                   | 10 сентября |
| 5       | Сафия Бурханова                                                                             | Лёгкая атлетика (толкание ядра - F11/12, женщины)            | 14 сентября |
| 6       | Муслима Одилова                                                                             | Плавание (вольным стилем, 50 м - S13, женщины)               | 14 сентября |
| Бронза  |                                                                                             |                                                              |             |
| №       | Спортсмены                                                                                  | Вид спорта (дисциплина)                                      | Дата        |
| 1       | Севинч Салаева                                                                              | Дзюдо (до 52 кг, женщины)                                    | 8 сентября  |
| 2       | Музаффар Турсунхужаев                                                                       | Плавание (баттерфляй 100 м - S13, мужчины)                   | 8 сентября  |
| 3       | Фотимахон Амилова                                                                           | Плавание (баттерфляй 100 м - S13, женщины)                   | 8 сентября  |
| 4       | Сервер Ибрагимов                                                                            | Стрельба (пневматический пистолет, 10 метров - SH1, мужчины) | 9 сентября  |
| 5       | Фируз Саидов                                                                                | Дзюдо (до 73 кг, мужчины)                                    | 9 сентября  |
| 6       | Турсунпашша Нурметова                                                                       | Дзюдо (до 63 кг, женщины)                                    | 9 сентября  |
| 7       | Дониер Солиев                                                                               | Лёгкая атлетика (прыжки в длину - T12, мужчины)              | 10 сентября |
| 8       | Гулрух Рахимова                                                                             | Дзюдо (до 70 кг, женщины)                                    | 10 сентября |
| 9       | Шухрат Бобоев                                                                               | Дзюдо (до 90 кг, мужчины)                                    | 10 сентября |
| 10      | Ширин Шарипов                                                                               | Дзюдо (до 100 кг, мужчины)                                   | 10 сентября |
| 11      | Шохсанамхон Ташпулатова                                                                     | Плавание (комплекс, 100 м - SM13, женщины)                   | 10 сентября |
| 12      | Ахрор Бозоров                                                                               | Пауэрлифтинг (до 80 кг, мужчины)                             | 11 сентября |
| 13      | Дмитрий Хорлин                                                                              | Плавание (вольным стилем, 400 м - S13, мужчины)              | 11 сентября |
| 14      | Миран Сахатов Гид: Жалолиддин Хамрокуров Мансур Абдирашидов Дониёр Салиев Фахриддин Хамраев | Лёгкая атлетика (эстафета 4х100 - T11-13, мужчины)           | 13 сентября |
| 15      | Хусниддин Норбеков                                                                          | Лёгкая атлетика (толкание ядра - F37, мужчины)               | 14 сентября |
| 16      | Музаффар Турсунхожаев                                                                       | Плавание (вольным стилем, 50 м - S13, мужчины)               | 14 сентября |
| 17      | Шохсанамхон Ташпулатова                                                                     | Плавание (вольным стилем, 50 м - S13, женщины)               | 14 сентября |

## Результаты соревнований

### Дзюдо
Мужчины
| Категория    | Спортсмены          | 1/8 финала              | Четвертьфинал      | Полуфинал          | Финал              | Место |
| Категория    | Спортсмены          | Соперник Результат      | Соперник Результат | Соперник Результат | Соперник Результат | Место |
| ------------ | ------------------- | ----------------------- | ------------------ | ------------------ | ------------------ | ----- |
| до 60 кг     | Шерзод Намозов      | Х.Борджес (URU) В 111:1 |                    |                    |                    |       |
| до 66 кг     | Уткиржон Нигматов   |                         |                    |                    |                    |       |
| до 73 кг     | Фируз Саидов        |                         |                    |                    |                    |       |
| до 81 кг     | Шариф Халилов       |                         |                    |                    |                    |       |
| до 90 кг     | Шухрат Бобоев       |                         |                    |                    |                    |       |
| до 100 кг    | Ширин Шарипов       |                         |                    |                    |                    |       |
| свыше 100 кг | Адилжан Тулендибаев |                         |                    |                    |                    |       |

Женщины
| Категория   | Спортсмены            | 1/8 финала         | Четвертьфинал      | Полуфинал          | Финал              | Место |
| Категория   | Спортсмены            | Соперник Результат | Соперник Результат | Соперник Результат | Соперник Результат | Место |
| ----------- | --------------------- | ------------------ | ------------------ | ------------------ | ------------------ | ----- |
| до 52 кг    | Севинч Салаева        |                    |                    |                    |                    |       |
| до 63 кг    | Турсунпашша Нурметова |                    |                    |                    |                    |       |
| до 70 кг    | Гулрух Рахимова       |                    |                    |                    |                    |       |
| свыше 70 кг | Хайитжон Алимова      |                    |                    |                    |                    |       |

### Лёгкая атлетика
Мужчины
| Спортсмен                                                                                   | Дисциплина                | Предварительный раунд | Предварительный раунд | Полуфинал            | Полуфинал            | Финал                | Финал                |
| Спортсмен                                                                                   | Дисциплина                | Результат             | Место                 | Результат            | Место                | Результат            | Место                |
| ------------------------------------------------------------------------------------------- | ------------------------- | --------------------- | --------------------- | -------------------- | -------------------- | -------------------- | -------------------- |
| Миран Сахатов                                                                               | Бег на 100 м, T11         | 11,87                 |                       | Завершил выступление | Завершил выступление | Завершил выступление | Завершил выступление |
| Мансур Абдирашидов                                                                          | Бег на 100 м, T12         | DSQ                   | DSQ                   | Завершил выступление | Завершил выступление | Завершил выступление | Завершил выступление |
| Мансур Абдирашидов                                                                          | Бег на 200 м, T12         | 22,66                 | 3 Q                   | 22,69                | 4 Q                  | 22,69                | 4                    |
| Фахриддин Хамраев                                                                           | Бег на 200 м, T12         | 22,88                 | 6 Q                   | 23,23                | 8                    | Завершил выступление | Завершил выступление |
| Фахриддин Хамраев                                                                           | Бег на 400 м, T12         | DSQ                   | DSQ                   | Завершил выступление | Завершил выступление | Завершил выступление | Завершил выступление |
| Миран Сахатов Гид: Жалолиддин Хамрокуров Мансур Абдирашидов Дониер Солиев Фахриддин Хамраев | Эстафета 4х100 м, Т11-T13 | Не проводились        | Не проводились        | Не проводились       | Не проводились       | 43,47                | 3                    |
| Дониер Солиев                                                                               | Прыжки в длину, Т12       | Не проводились        | Не проводились        | Не проводились       | Не проводились       | 7,04                 | 3                    |
| Фарух Мирзакулов                                                                            | Прыжки в длину, Т45-T47   | Не проводились        | Не проводились        | Не проводились       | Не проводились       | 6,78                 | 8                    |
| Хуснитдин Норбеков                                                                          | Метание диска, F37        | Не проводились        | Не проводились        | Не проводились       | Не проводились       | 59,75                | 1                    |
| Хуснитдин Норбеков                                                                          | Толкание ядра, F37        | Не проводились        | Не проводились        | Не проводились       | Не проводились       | 15,17                | 3                    |
| Александр Свечников                                                                         | Метание копья, F12/F13    | Не проводились        | Не проводились        | Не проводились       | Не проводились       | 65,69                | 1                    |
| Мавлонбек Хайдаров                                                                          | Толкание ядра, F11/F12    | Не проводились        | Не проводились        | Не проводились       | Не проводились       | 15,61                | 4                    |

Женщины
| Спортсменка             | Дисциплина             | Финал     | Финал |
| Спортсменка             | Дисциплина             | Результат | Место |
| ----------------------- | ---------------------- | --------- | ----- |
| Нозимахон Каюмова       | Метание копья, F12/F13 | 44,58     | 1     |
| Сафия Бурханова         | Толкание ядра, F11/F12 | 15,05     | 2     |
| Дилафрузхон Ахматхонова | Толкание ядра, F35     | 7,87      | 6     |

### Пауэрлифтинг
Мужчины
| Спортсмен         | Категория | Результат | Место |
| ----------------- | --------- | --------- | ----- |
| Ахрор Бозоров     | до 80 кг  | 207,0     | 3     |
| Нуриддин Давлатов | до 107 кг | 200,0     | 7     |

### Плавание
Мужчины
| Спортсмен             | Дисциплина                        | Квалификация | Квалификация | Финал                | Финал                |
| Спортсмен             | Дисциплина                        | Время        | Место        | Время                | Место                |
| --------------------- | --------------------------------- | ------------ | ------------ | -------------------- | -------------------- |
| Дмитрий Хорин         | 50 м вольным стилем, S12          | 25,59        | 5            | Завершил выступление | Завершил выступление |
| Дмитрий Хорин         | 100 м вольным стилем, S13         | 55,12        | 3            | Завершил выступление | Завершил выступление |
| Дмитрий Хорин         | 400 м вольным стилем, S13         | 4:13,69      | 2 Q          | 4:06,63              | 3                    |
| Дмитрий Хорин         | 200 м комплексным плаванием, SM13 | 2:16,84      | 3 Q          | 2:15,18              | 5                    |
| Фирдавсбек Мусабеков  | 50 м вольным стилем, S13          | 25,99        | 5            | Завершил выступление | Завершил выступление |
| Фирдавсбек Мусабеков  | 100 м брассом, SB13               | 1:05,38      | 1 Q          | 1:04,94              | 1                    |
| Фирдавсбек Мусабеков  | 200 м комплексным плаванием, SM13 | 2:19,98      | 4            | Завершил выступление | Завершил выступление |
| Кирилл Панков         | 50 м вольным стилем, S13          | 24,79        | 1 Q          | 24,63                | 7                    |
| Кирилл Панков         | 100 м баттерфляем, S13            | 58,24        | 1 Q          | 56,84                | 2                    |
| Кирилл Панков         | 100 м на спине, S13               | 1:01,21      | 3 Q          | 1:00,44              | 4                    |
| Музаффар Турсунхожаев | 50 м вольным стилем, S13          | 24,48        | 2 Q          | 24,21                | 3                    |
| Музаффар Турсунхожаев | 100 м вольным стилем, S13         | 53,85        | 4 Q          | 53,90                | 6                    |
| Музаффар Турсунхожаев | 100 м баттерфляем, S13            | 58,21        | 1 Q          | 57,26                | 3                    |
| Музаффар Турсунхожаев | 100 м на спине, S13               | 1:04,58      | 7 Q          | 1:03,80              | 7                    |

Женщины
| Спортсмен            | Дисциплина                        | Квалификация  | Квалификация  | Финал   | Финал |
| Спортсмен            | Дисциплина                        | Время         | Место         | Время   | Место |
| -------------------- | --------------------------------- | ------------- | ------------- | ------- | ----- |
| Фатимахон Амилова    | 50 м вольным стилем, S12          | Не проводился | Не проводился | 28,21   | 4     |
| Фатимахон Амилова    | 100 м вольным стилем, S13         | 1:01,78       | 3             | 1:01,26 | 5     |
| Фатимахон Амилова    | 100 м баттерфляем, S13            | 1:04,72       | 1 Q           | 1:04,93 | 3     |
| Фатимахон Амилова    | 100 м на спине, S13               | 1:21,20       | 3 Q           | 1:12,45 | 1     |
| Фатимахон Амилова    | 200 м комплексным плаванием, SM13 | 2:30,16       | 1 Q           | 2:25,23 | 2     |
| Муслима Одилова      | 50 м вольным стилем, S13          | Не проводился | Не проводился | 28,00   | 2     |
| Муслима Одилова      | 100 м вольным стилем, S13         | 1:02,45       | 4 Q           | DSQ     | DSQ   |
| Муслима Одилова      | 100 м баттерфляем, S13            | 1:05,92       | 1 Q           | 1:04,92 | 2     |
| Шохсанам Ташпулатова | 50 м вольным стилем, S13          | Не проводился | Не проводился | 28,02   | 3     |
| Шохсанам Ташпулатова | 100 м вольным стилем, S13         | 1:01,07       | 2 Q           | 1:00,41 | 4     |
| Шохсанам Ташпулатова | 100 м баттерфляем, S13            | 1:06,77       | 1 Q           | 1:05,81 | 4     |
| Шохсанам Ташпулатова | 200 м комплексным плаванием, SM13 | 2:24,43       | Q             | 2:27,31 | 3     |

### Стрельба
Мужчины
| Спортсменка      | Дисциплина                         | Квалификация | Квалификация | Финал                | Финал                |
| Спортсменка      | Дисциплина                         | Счёт         | Место        | Счёт                 | Место                |
| ---------------- | ---------------------------------- | ------------ | ------------ | -------------------- | -------------------- |
| Сервер Ибрагимов | 10 м, пневматический пистолет, SH1 | 566          | 2 Q          | 172,1                | 3                    |
| Сервер Ибрагимов | 50 м, пистолет, SH1                | 522          | 14           | Завершил выступление | Завершил выступление |